# Nantucket (film)
Pour les articles homonymes, voir Nantucket (homonymie).
Pour plus de détails, voir Fiche technique et Distribution.
Nantucket est un film américain réalisé par Glenn Klinker, sorti en 2002.

## Fiche technique
- Titre original : Nantucket
- Réalisation : Glenn Klinker
- Scénario : David Whatley
- Photographie : Yoram Astrakhan
- Production : Robert Berson, Ryan R. Johnson
- Pays de production : États-Unis
- Année : 2002
- Langue originale : anglais
- Format : couleur (Technicolor)
- Genre : comédie romantique
- Durée :  nc
- Dates de sortie : 
  - États-Unis : septembre 2002

## Distribution
- Robert Berson : Trevor
- Jennifer Morrison : Alicia
- Tava Smiley : Jennifer
- Geoff Stults : Steve Foster